# Karol Borkowski
Karol Borkowski (ps. Karol Gerlicz,  ur. 1802 w Zasławiu na Wołyniu, zm. 21 marca 1865 w Paryżu) – polski powstaniec, działacz niepodległościowy.

## Życiorys
Walczył jako oficer w powstaniu listopadowym. Po upadku powstania przedostał się do Francji. Później przyjechał do Galicji i w 1833. Po nieudanej wyprawie Zaliwskiego, którego był bliskim współpracownikiem, utworzył Związek Węglarzy Polskich, który był rozgałęziony we wszystkich polskich prowincjach, przygotował powstanie równocześnie przeciwko wszystkim trzem zaborczym mocarstwom. Powstanie miało się rozpocząć partyzantką razem wszędzie, po odpowiednim jej przygotowaniu i zorganizowaniu. 
Nowo powstałe loża lwowska i krakowska i kierownictwo Związku (Zbór Główny), zapełnione było głównie przybyszami z Francji, tzw. wychodźcami. Z powodu ich sporów po krótkim czasie istnienia Związek Węglarzy Polskich był niezdolny do działania. Ale w międzyczasie kółka Związku Przyjaciół Ludu powstały w całej Galicji i ich członkowie sami wybrali nowe władze.
Ostateczny cios pierwszemu związkowi węglarskiemu zadało aresztowanie Borkowskiego w marcu 1834. Został skazany na karę śmierci, zamienioną na 15 lat więzienia w Kufsteinie. Z twierdzy, z powodu ciężkiej choroby, wyszedł po siedmiu latach i udał się na emigrację.
Na wieść o wydarzeniach 1848 Borkowski przybył do Lwowa, gdzie został ranny podczas bombardowania miasta a następnie aresztowany, uwolniła go amnestia 1848 roku. W 1863 brał udział w powstaniu styczniowym. 
Karol Borkowski napisał „Pamiętnik historyczny o wyprawie partyzanckiej do Polski w r. 1833".

## Literatura dodatkowa
- Walentyna Rudzka: Borkowski Karol. W: Polski Słownik Biograficzny. T. 2: Beyzym Jan – Brownsford Marja. Kraków: Polska Akademia Umiejętności – Skład Główny w Księgarniach Gebethnera i Wolffa, 1936, s. 334–335. Reprint: Zakład Narodowy im. Ossolińskich, Kraków 1989, ISBN 83-04-03291-0